# Little Children (film)
Little Children is een Amerikaanse dramafilm uit 2006 onder regie van Todd Field. De film is gebaseerd op de gelijknamige roman uit 2004 van Tom Perrotta.
De film werd genomineerd voor onder meer drie Oscars, drie Golden Globes en één BAFTA Award. Little Children won twaalf andere filmprijzen.

## Inhoud
Sarah Pierce (Kate Winslet) is een verveelde huisvrouw die haar dagen doorbrengt in het park met haar dochtertje Lucy (Sadie Goldstein). Haar man Richard (Gregg Edelman) gaat zo op in zijn werk en zijn pornoverslaving dat hij weinig aandacht aan haar besteedt. Het geklets van de andere moeders in het park interesseert haar weinig.
Dat verandert wanneer de Prom King zijn intrede doet in het park. Deze man, Brad Adamson (Patrick Wilson), komt dagelijks met zijn zoontje Aaron (Ty Simpkins) naar het park en naar het zwembad. De vrouwen waar Pierce mee optrekt fantaseren er op los over hem, maar hebben hem nog nooit aangesproken. Niemand weet hoe hij heet. Pierce gaat de weddenschap aan, voor vijf dollar, dat zij zijn telefoonnummer kan krijgen. Ze maakt een praatje met Adamson terwijl ze hun kinderen duwen op de schommels en vertelt hem over de weddenschap. Hij blijkt getrouwd met documentairemaakster Kathy (Jennifer Connelly). Terwijl zij veel tijd in haar carrière steekt, zorgt hij als huisvader voor hun zoontje. Om de andere vrouwen op stang te jagen, geven Pierce en Adamson elkaar een gespeelde zoen. Vanaf dat moment kunnen ze niet meer stoppen met aan elkaar denken, wat uitloopt op een affaire die steeds serieuzer vormen aanneemt.
De buurt raakt in oproer wanneer Ronnie McGorvey (Jackie Earle Haley) er komt wonen. Hij heeft twee jaar in de gevangenis doorgebracht voor exhibitionisme tegenover een minderjarige en komt nu weer bij zijn moeder May (Phyllis Somerville) wonen. McGorvey is zich bewust dat zijn pedoseksualiteit een seksuele afwijking is en wil het liefst contact met anderen vermijden. Met name ex-politieagent Larry Hedges (Noah Emmerich) maakt hem dit moeilijk. Hedges werd gedwongen te stoppen bij de politie na een fout die een jongen met een speelgoedgeweer het leven kostte. Hij heeft sindsdien weinig levensmotivatie meer en hervindt deze in een obsessie om McGorvey het leven zuur te maken.

## Rolverdeling
- Kate Winslet - Sarah Pierce
- Gregg Edelman - Richard Pierce
- Sadie Goldstein - Lucy Pierce
- Patrick Wilson - Brad Adamson
- Jennifer Connelly - Kathy Adamson
- Ty Simpkins - Aaron Adamson
- Catherine Wolf - Marjorie
- Jackie Earle Haley - Ronald J. McGorvey ("Ronnie")
- Phyllis Somerville - May McGorvey
- Noah Emmerich - Larry Hedges
- Helen Carey - Jean
- Mary B. McCann - Mary Ann
- Trini Alvarado - Theresa
- Marsha Dietlein Bennett - Cheryl
- Rebecca Schull - Laurel
- Crystal Field - Josephine
- Lola Pashalinski - Bridget
- Jane Adams - Sheila
- Sarah Buxton - Slutty Kay
- Raymond J. Barry - Bullhorn Bob
- Phil McGlaston - Dewayne Rogers
- Chadwick Brown - Tony Correnti
- Bruce Kirkpatrick - Bart Williams
- Adam Mucci - Richie Murphy
- Chance Kelly - Pete Olaffson
- Thomas Greaney - Troy
- Anna Audia - Isabella
- Celestial Hakim - Courtney
- Hunter Reid - Christian
- Jennifer Rainville - Michelle Bertley ("Channel 5 News")
- Ivar Brogger - adviseur (intensive care)
- Myra Turley - verpleegster (intensive care)
- Michael Diesel - agent (McGorvey)
- William Harvey - agent (zwembad)
- Casper Andreas - agent (zwembad)
- Matt Garifo - lifeguard (zwembad)
- Erica Berg - secretaresse Richard
- Ken Tirado - barkeeper
- Walker Ryan - "G"
- David Cole - skateboarder
- Weston Elrod - skateboarder
- Travis Koestler - skateboarder
- Daniel Falla - skateboarder
- Luis Tolentino - skateboarder
- Tugman Tookmanlian - skateboarder
- Paul Mott - jongen in documentaire
- Sandra Berrios - aardige vrouw (ziekenhuis)
- Joe Guest - Ted
- Bruce Lee Gross - Ray
- Leo Trombetta - Frank

## Stemmen
- Will Lyman - verteller
- Gary Anthony Ramsay - nieuwslezer ("Channel 5 News")

## Filmmuziek
- 1. Snack Time
- 2. Tissue
- 3. 2 Hillcrest
- 4. Late Hit
- 5. Bandshell
- 6. Red Bathing Suit
- 7. Lucy
- 8. It's Wrong And It's Weird
- 9. Pool Days
- 10. Weekends Were Difficult
- 11. What's The Hurry?
- 12. Fly Me To The Moon
- 13. Mae
- 14. A Sniff Or Two
- 15. Torso
- 16. Be A Good Boy
- 17. Slutty Kay
- 18. Little Children
- 19. End Title

## Prijzen
- Chicago Film Critics Association Award - Beste mannelijke bijrol (Haley)
- Chlotrudis Award - Beste mannelijke bijrol (Haley)
- Dallas-Fort Worth Film Critics Association Awards - Beste mannelijke bijrol (Haley)
- New York Film Critics Circle Award - Beste mannelijke bijrol (Haley)
- Online Film Critics Society Award - Beste mannelijke bijrol (Haley)
- Palm Springs International Film Festival:
  - Desert Palm Achievement Award (Winslet)
  - Visionary Award - (Field)
- San Francisco Film Critics Circle:
  - Beste film
  - Beste scenario - Adapted
  - Beste mannelijke bijrol (Haley)
- Southeastern Film Critics Association Award - Beste mannelijke bijrol (Haley)
- Young Hollywood Award - Doorbraak - Man (Wilson)

## Trivia
- Het personage Brad heet in het boek Todd.
- Het personage Bullhorn Bob komt niet voor in het boek.